# Завод № 88

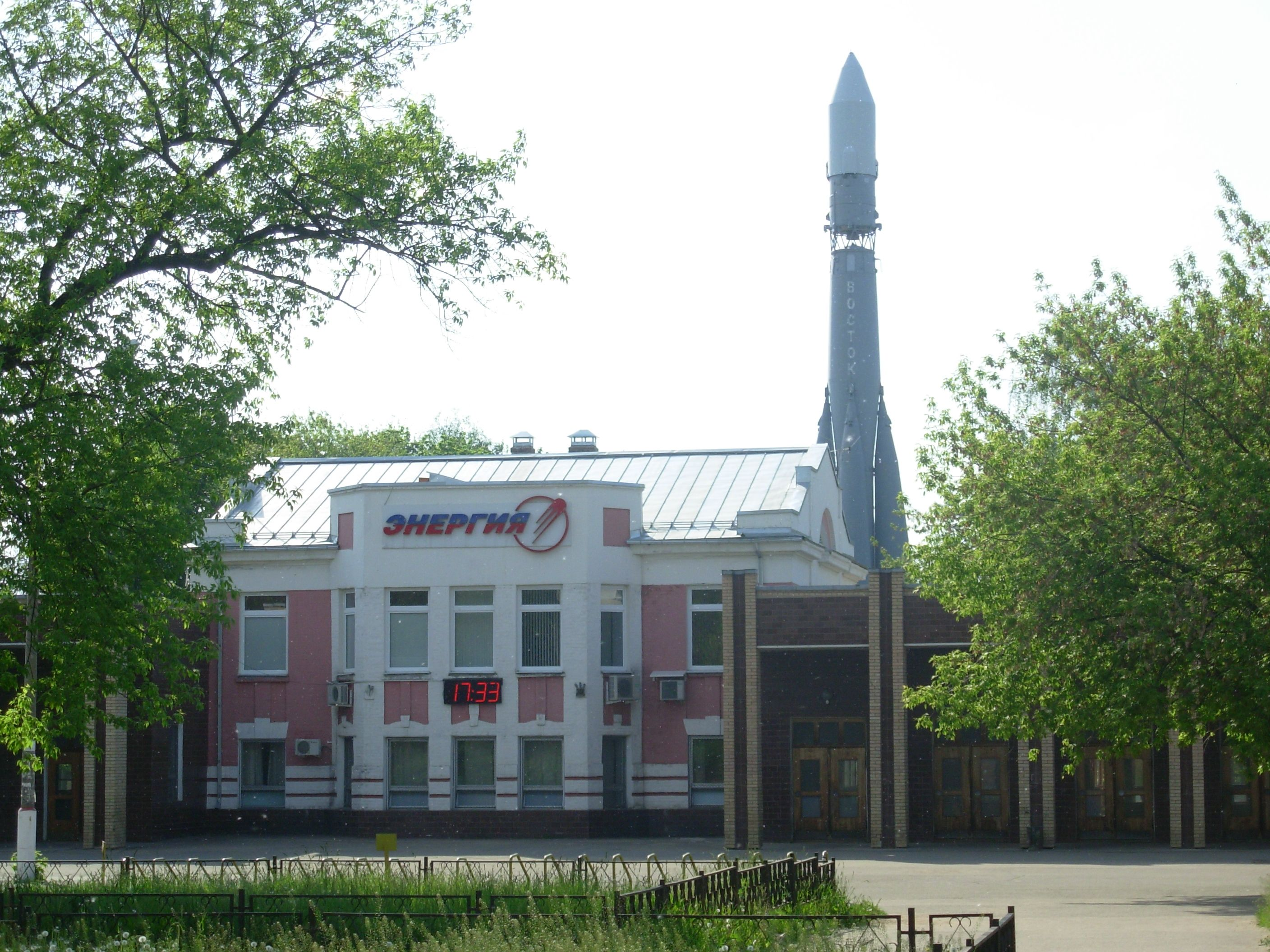
Проходная Завода № 88 — РКК «Энергия».

Завод № 88 — организован на части площадей завода № 8, который был эвакуирован на Урал, в подмосковных Подлипках, ныне в черте города Королёв. На эти освободившиеся производственные площади в 1942 году по инициативе Д. Ф. Устинова был эвакуирован ленинградский завод «Арсенал». Просуществовал с таким названием с 1942 по 1966 год.

## История[1]
- 1942 — 1945 год — ремонт поступающего с фронта оружия, серийный выпуск 25-мм автоматической зенитной пушки (свыше 5400 орудий).
- 1946 год — при заводе № 88 создаётся Центральный научно-исследовательский институт машиностроения (ЦНИИМАШ) НИИ-88, создание баллистических ракет дальнего действия — изделие № 1.
- 1956 год — при заводе № 88 создаётся ОКБ-1.
- 1966 год — завод № 88 (Завод экспериментального машиностроения — ЗЭМ), филиал в Куйбышеве (главный конструктор Д. И. Козлов) и ОКБ-1 преобразовываются в Центральное конструкторское бюро экспериментального машиностроения (ЦКБЭМ).
- 1974 год — преобразование Центрального конструкторского бюро экспериментального машиностроения (ЦКБЭМ) в НПО «Энергия».
- 1994 год — преобразование НПО «Энергия» в ОАО «РКК „Энергия“ имени С. П. Королёва».

## Ракетная продукция
- 1946 — 1972 год — первые отечественные баллистические ракеты различных типов (от мобильных сухопутных комплексов тактического назначения до баллистических ракет подводных лодок и стратегических межконтинентальных носителей термоядерного оружия).

## Первые ракетные комплексы
- 1950 год — первая баллистическая ракета (БР) Р-1.
- 1952 год — баллистическая ракета (БР) Р-2 с отделяющейся головной частью.
- 1955 год — баллистическая ракета (БР) Р-11 для сухопутных войск.
- 1956 год — баллистическая ракета (БР) Р-5М с ядерным зарядом.
- 1958 год — баллистическая ракета (БР) Р-11М в мобильном варианте.
- 1959 год — баллистическая ракета (БР) Р-11ФМ для подводных лодок.
- 1960 год — Первая Межконтинентальная Баллистическая ракета (МБР) Р-7.
- 1960 год — Межконтинентальная Баллистическая ракета (МБР) Р-7А.
- 1965 год — Межконтинентальная Баллистическая ракета (МБР) Р-9А.
- 1968 год — Межконтинентальная Баллистическая ракета (МБР) РТ-2 на твёрдом топливе.
- 1972 год — Межконтинентальная Баллистическая ракета (МБР) РТ-2П.

## Руководители завода
- 1942—1946 год — Директор Каллистратов А. Д.
- 1946—1966 год — Генеральный конструктор Королёв С. П.